# Île Tree
L'île Tree est une île de Colombie-Britannique sur le fleuve Fraser entre New Westminster et Coquitlam près du Port Mann Bridge. 
Elle est entièrement recouverte de forêts.

### Webographie
- Ressources relatives à la géographie :   - Base de données toponymiques du Canada
  - BC Geographical Names